# 土庫岳
土庫岳，又名土庫尖或大坪山，位於新北市深坑區東北部，臨近台北市南港區邊境，海拔389公尺，有一等三角點及三等三角點1134號基石各一顆，為台灣小百岳之一。山頂視野受樹林影響，展望不佳。
土庫岳旁即為更寮古道，是從前南港通往深坑的重要路徑，也是攀登土庫岳必經之路。近年來台北市政府已規劃成「更寮古道親山步道」。